# Batalla de Bafea
La batalla de Bafea fue un enfrentamiento armado que se desarrolló el 27 de julio de 1302 entre Nicomedia (actual Izmit en Turquía) y Nicea (actual Iznik), en la llanura de Bafea. Se enfrentó un ejército otomano bajo el mando de Osmán I, emir al que se considera padre del pueblo otomano u osmailí, y un ejército bizantino, en época del emperador Andrónico II. Los bizantinos, que habían sufrido una serie de ataques de los otomanos, poseían un ejército de menor calidad y estrategia que el de la dinastía de los Comneno. Gran parte del mismo estaba formado por alanos, que habían huido de los tártaros y desertaron enseguida. Los bizantinos fueron derrotados en las afueras de Nicomedia. Después de la batalla, los otomanos capturaron una serie de pequeños fuertes, devastando todo el territorio de alrededor de Nicomedia, Nicea y Brusa; Nicomedia, sin embargo, no cayó en sus manos hasta 1337. Como consecuencia de esta devastación, miles de refugiados marcharon hacia Constantinopla, en el Oeste.

## Contexto
Alrededor del año 1281, Osmán I había tomado el liderazgo de su clan, y en las últimas dos décadas había lanzado una serie de saqueos cada vez más profundos en las tierras bizantinas de la región de Bitinia. Para el año 1301, los turcos otomanos ya estaban asediando Nicea, ciudad que había sido capital del Imperio Bizantino desde 1204 hasta el año 1261, y hostigando la ciudad de Prusa. Los saqueos rusos amenazaban a la ciudad portuaria de Nicomedia, sufriendo esta de hambruna, al no ser capaz la ciudad de recoger las cosechas debido a las bandas de guerreros turcos que acechaban a lo largo y ancho de la campiña local.
En la primavera del año 1302, el emperador Miguel IX (1294-1320) lanzó una campaña militar que alcanzó el sur de la ciudad de Magnesia. Los turcos, al comprender la gran cantidad de fuerzas bizantinas, decidieron evitar una batalla a campo abierto. Miguel por su parte estaba deseoso de enfrentarlos, pero sus generales le persuadieron de lo contrario. 
Los turcos, motivados ante la situación, volvieron a continuar sus saqueos, dejando al emperador incomunicado del resto de su imperio. Tras poco tiempo, su ejército quedó disuelto sin tan siquiera haber entrado en batalla, pues las fuerzas locales que lo componían abandonaron el mismo para defender sus hogares. Los mercenarios alanos, por su parte, decidieron abandonar la campaña militar para volver con sus familias en Tracia. 
El emperador tuvo que retirarse por mar, y este a su vez fue seguido por una oleada de refugiados de la región.

## La batalla
Para contrarrestar la amenaza en Nicomedia, el padre del emperador Miguel, Andrónico II Paleólogo (1282-1328), envió un ejército de 2.000 hombres, de los cuales al menos la mitad eran mercenarios alanos. Este ejército estaría bajo el mando del Heteriarca Jorge Mouzalon y cruzaría el Bósforo para socorrer a la ciudad.
En la pradera de Bafea (Griego: Βαφεύς), el 27 de julio de 1302, la fuerza bizantina se enfrentó a un ejército turco de unos 5.000 hombres comandado por el mismo Osmán. El contingente alano terminó no participando en la batalla, y la caballería turca cargó contra las diezmadas líneas bizantinas, derrotándolas y forzando a Jorge Mouzalon a retirarse a Nicomedia, protegido por la fuerza alana.

## Desenlace
La batalla de Bafea fue la primera gran victoria del naciente Beylicato Otomano, y fue de suma importancia para su futura expansión. Con esta batalla, los bizantinos perdieron el control de la región de Bitinia, retirándose a sus fuertes que, asolados, fueron cayendo uno a uno. Esta batalla también provocó que comenzara un éxodo de población cristiana de la zona a las tierras de los Balcanes, alterando el balance demográfico de susodicha región. En conjunto con la derrota bizantina en Magnesia, el destino de Asia Menor quedó en manos de los turcos otomanos.